# Altranstädt
Altranstädt és antic municipi i en l'actualitat un barri de la ciutat de Markranstädt de l'estat de Saxònia a Alemanya.

## Història
Altranstädt va ser fundat probablement al final del segle xi. El primer esment escrit antiquum Ranstede data del 1196. En 1206 s'esmenta l'església, i el 1213 s'esmenta com una granja del monestir cistercenc d'Altzella prop de Nossen. El convent estava associat amb el poble fins a l'exclaustració del monestir el 1540 per Enric IV de Saxònia, com a resultat de la reforma protestant. El 24 de setembre 1706, la pau d'Altranstädt hi va ser signada per Carles XII, rei de Suècia, i August II, rei de Polònia, que va ser obligat a renunciar a la corona polonesa durant la Gran Guerra del Nord.

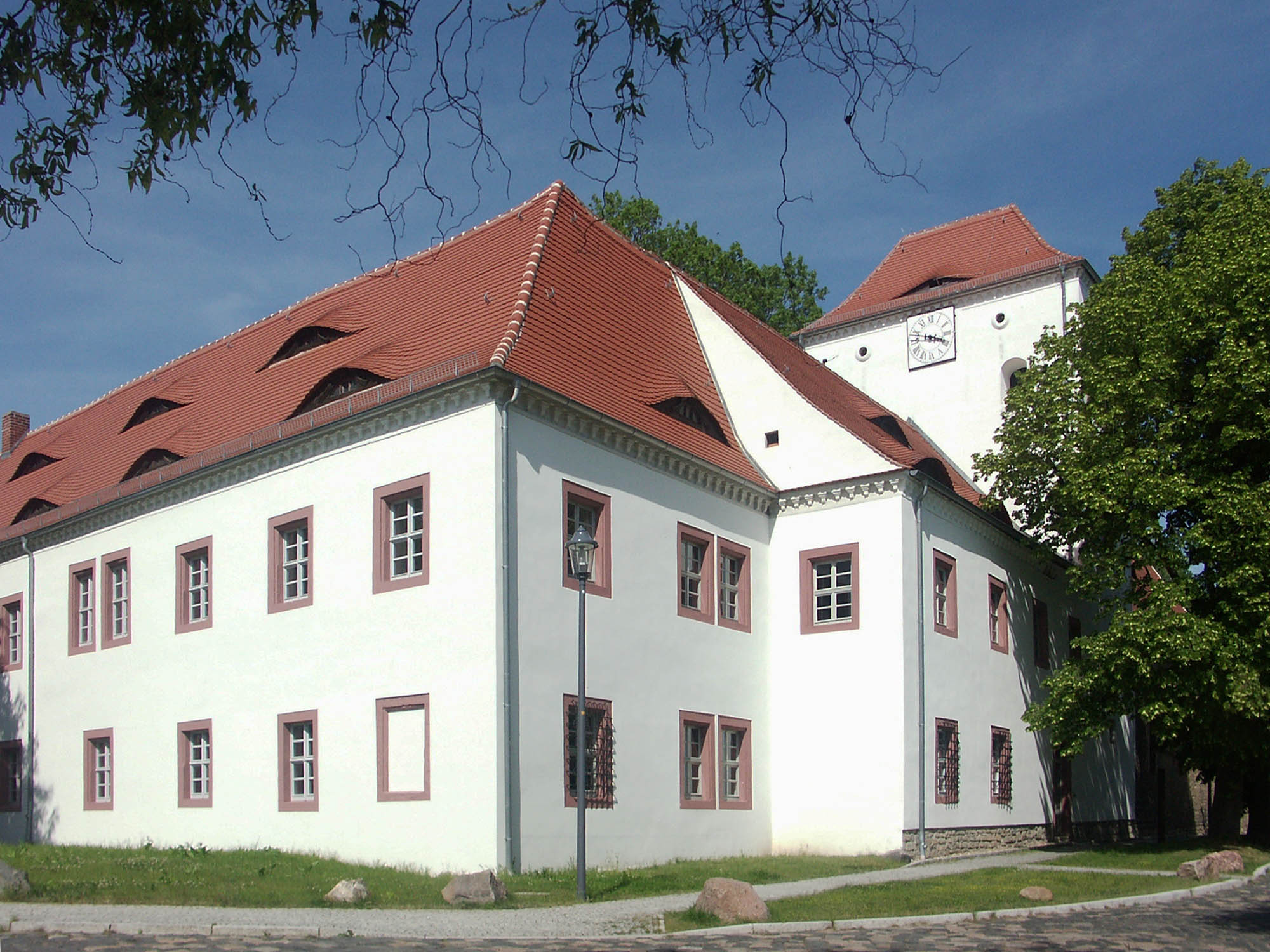
El castell

Fins al 1815 pertanyia al principat i després regne de Saxònia. El 1815, després del Congrés de Viena s'incorpora al districte de Merseburg a la província prussiana de Saxònia. El 1951 Altranstädt s'incorporà al municipi de Grosslehna, i al seu torn Grosslehna fusionà l'1 de gener de 2006 amb la ciutat de Markranstädt. Després de la Segona Guerra Mundial passà a l'estat de Saxònia-Anhalt, després al districte de Leipzig i finalment després de la reunificació alemanya a l'estat de Saxònia. El 1946 va atènyer el màxim de població amb 1817 habitants, dels quals molts expulsats del territori alemany perdut enllà de la Línia Oder-Neisse.

## Lloc d'interès
- El Castell d'Altranstädt